# زنزانة قائمة

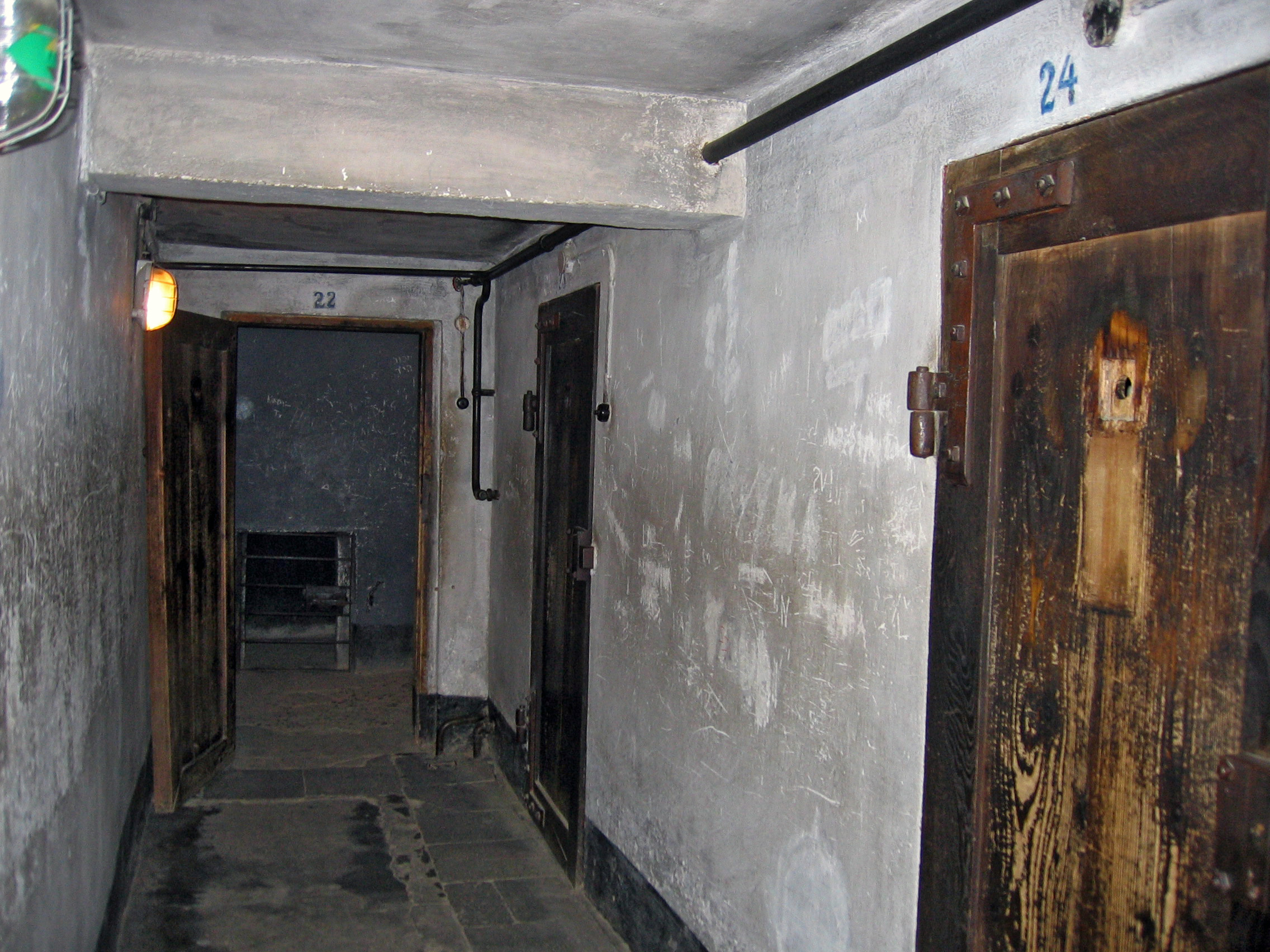
الزنازين في معسكر اعتقال محتشد أوشفيتز رقم 11 سيئ السمعة. وينظر إلى الزنزانة القائمة في نهاية الممر

الزنزانة القائمة هي زنزانة خاصة مبنية لمنع السجين من فعل أي شيء سوى الوقوف. تم استخدام Stehbunker في معسكرات الاعتقال النازية خلال فترة الرايخ الثالث كعقاب. كما تم استخدام الخلايا الدائمة (تسمى kishkas) أثناء تطهير جوزيف ستالين في الاتحاد السوفيتي. كانت بعض الزنازين القائمة كبيرة بما يكفي لشخص واحد فقط، والبعض الآخر يحتجز فيه ما يصل إلى أربعة أشخاص.

## الإمبراطورية العثمانية
اعتقل الموسيقي الأرمني صموئيل هوفانيس زوريان في عام 1895 من قبل العثمانيين لكونه ناشط سياسي. وقد تعرض للضرب والسجن في ما يسمى بـ«غرفة الشرطة»، وكان حجمها بالكاد قدمين مربعين وبدون نوافذ. في اليوم الثاني، تم جره وضربه بلا بالعصي. ثم أعيد زوريان إلى «غرفة الشرطة» حيث احتُجز لمدة أسبوع إضافي ولم يحصل إلا على نظام غذائي من الخبز والماء، ولم يتلق له أي رعاية طبية خلال تلك الفترة.

## داكاو
زاد عدد السجناء في محتشد اعتقال داكاو بشكل كبير في السنوات الأخيرة من الحرب العالمية الثانية. كان معسكر الاعتقال مكتظًا. في أواخر عام 1944، أقامت قيادة المعسكر خلايا دائمة. كانت الغرف الحجرية تشبه المداخن وقياسها 75 × 80 سم (29.5 × 31.5 بوصة). كان هناك فتحة صغيرة في الأعلى للهواء، وباب ضيق مع قضيب حديدي مثبت في الزنزانة.

على سبيل المثال، قضى السجين KA Gross والسجين البولندي ماكس هوفمان أيامًا في الزنزانة القائمة. وصفها هوفمان على هذا النحو: 
 لقد كانت حالة رهيبة، كما اعتقدت أن الأمر قد انتهى بالنسبة لي، كان كل شيء قاسيًا وبعيدًا بالنسبة لي. لم أستطع الاستلقاء، لم أستطع الانحناء، كان الأفضل هو الوقوف والوقوف لمدة ستة أيام وست ليال. [. . . ] تلمس الجدران على كلا الجانبين بمرفقيك، ويلامس ظهرك الجدار خلفك، وركبتيك على الحائط أمامك. [. . . ] هذا ليس عقاباً أو اعتقالاً احتياطياً، إنه تعذيب صريح، تعذيب من العصور الوسطى. كانتا كلتا عيني ملطخة بالدماء، وهواء كريه سيئ الرائحة، كنت أنتظر النهاية فقط. 

## الاتحاد السوفياتي ستالين
وفقا لألكسندر ميخائيلوفيتش أورلوف، تم استخدام الخلايا الدائمة كجزء من عمليات التطهير الستالينية في الثلاثينيات. بعد يومين في زنزانة قائمة، تم عزل سكرتير لجنة مقاطعة تتار في حالة من اللاوعي. 